# Aztlán 5.ª Sección (Palomillal)
Aztlán 5.ª Sección (Palomillal) es una localidad del municipio de Centro ubicado en la subregión centro del estado mexicano de Tabasco.

## Geografía
La localidad de Aztlán 5.ª Sección (Palomillal) se sitúa en las coordenadas geográficas 18°07′27″N 92°38′38″O / 18.124167, -92.643889, a una elevación de 10 metros sobre el nivel del mar.

## Demografía
Según el Conteo de Población y Vivienda 2020, efectuado por el Instituto Nacional de Estadística y Geografía, la localidad de Aztlán 5.ª Sección (Palomillal) tiene 666 habitantes, de los cuales 345 son del sexo masculino y 321 del sexo femenino. Su tasa de fecundidad es de 2.88 hijos por mujer y tiene 167 viviendas particulares habitadas.
| Gráfica de evolución demográfica de Aztlán 5.ª Sección (Palomillal) entre 1995 y 2020 |
|                                                                                       |
| INEGI.                                                                                |